# Eriksbergskyrkan
Eriksbergskyrkan är en kyrkobyggnad som tillhör Helga Trefaldighets församling i Uppsala stift och är en stadsdelskyrka i området Eriksberg i Uppsala.

## Kyrkobyggnaden
Kyrkan uppfördes av byggnadsfirman David Roos efter ritningar av arkitekt Sten Hummel-Gumælius och invigdes 23 oktober 1960 av ärkebiskop Gunnar Hultgren.
Kyrkan utgör östra delen av ett huskomplex, vars övriga flyglar är församlingsbyggnader. Tillsammans omsluter de en innergård. Kyrkorummets västra sida har glasade väggar mot innergården. Kyrkans huvudingång finns i norr och koret ligger i söder. I huskomplexets nordvästra hörn finns ett klocktorn. Hela anläggningen är byggd av betong och har yttertak täckt med svartmålad plåt.

## Inventarier
Framme i korets vänstra sida finns en dopfunt av röd sandsten som är skänkt av kyrkans byggmästare David Roos. Vid funten hänger en ikon vars motiv är Maria och barnet. På läktaren ovanför ingången finns orgeln som byggdes 1961–1963 av Åkerman & Lund i Knivsta. Orgeln har tolv stämmor på två manualer och pedal. I klocktornet hänger två klockor som göts 1960 av Bergholtz klockgjuteri i Sigtuna.

### Orgel
1962 byggde Åkerman & Lunds Nya Orgelfabriks AB, Knivsta en mekanisk orgel med slejflådor. Den har ett tonomfång på 56/30.
| Huvudverk I      | Bröstverk II      | Pedal      | Koppel |
| Rörflöjt 8'      | Gedackt 8'        | Subbas 16' | I/P    |
| Principal 4'     | Rörflöjt 4'       | Gedackt 8' | II/P   |
| Waldflöjt 2'     | Principal 2'      | Pommer 4'  | II/I   |
| Mixtur II 1 1⁄3' | Nasat 1 1⁄3'      |            |        |
|                  | Regal 8'          |            |        |
|                  | Tremulant         |            |        |
|                  | Crescendosvällare |            |        |

Den nuvarande orgeln byggdes 2022 av Paschen Kiel Orgelbau, Tyskland.
| Man I. Huvudverk | Man II. Svällverk | Pedal               | Koppel  |
| ---------------- | ----------------- | ------------------- | ------- |
| Borduna 16'      | Rörflöjt 8'       | Subbas 16'          | II/I    |
| Principal 8'     | Salicional 8'     | Borduna 16 (trans.) | II/P    |
| Fl. harm. 8'     | Voix cel. 8'      | Borduna 8 (trans.)  | I/P     |
| Borduna 8'       | Principal 4'      | Fagott 16'          | II16'   |
| Oktava 4'        | Hålflöjt 4'       |                     | II4'    |
| Spetsflöjt 4'    | Nasard 2 2/3'     |                     | II16'/I |
| Oktava 2'        | Svegel 2'         |                     | II4'/I  |
| Mixtur III-IV    | Ters 1 3/5'       |                     | II4'/P  |
| Trumpet 8'       | Oboe 8'           |                     |         |
|                  | Tremulant         |                     |         |